# Shepherdstown
Shepherdstown é uma vila localizada no estado norte-americano da Virgínia Ocidental, no Condado de Jefferson.

## Geografia
De acordo com o United States Census Bureau, a cidade tem uma área de 0,96 km², onde todos os 0,96 km² estão cobertos por terra.

### Localidades na vizinhança
O diagrama seguinte representa as localidades num raio de 16 km ao redor de Shepherdstown.

## Demografia
Segundo o censo nacional de 2010, a sua população é de 1 734 habitantes e sua densidade populacional é de 1 809,46 hab/km². É a localidade mais densamente povoada da Virgínia Ocidental. Possui 583 residências, que resulta em uma densidade de 608,37 residências/km².